# Rakitnica (Chorwacja)
Rakitnica – wieś w Chorwacji, w żupanii kopriwnicko-kriżewczyńskiej, w gminie Virje. W 2011 roku liczyła 136 mieszkańców.